# Tangeritina
La tangeritina è un flavone isolato dalla buccia del mandarino tangerino.